# Selecció d'hoquei sobre patins femenina d'Anglaterra
La selecció femenina d'hoquei sobre patins d'Anglaterra és l'equip femení sènior que representa l'Associació nacional d'hoquei patins anglesa en competicions internacionals d'hoquei sobre patins. Anglaterra també competeix en categoria sub-17 femenina.